# SAD Tres Cantos Pegaso
SAD Tres Cantos Pegaso is een Spaanse voetbalclub. Thuisstadion is het La Foresta in Tres Cantos in de autonome regio Madrid. Het team speelt sinds 2007/08 in de Preferente.

## Historie
Tres Cantos Pegaso is een club die al vlak na de oprichting het Spaanse profvoetbal betreedt. Het heeft in totaal 5 seizoenen in de Segunda División B gespeeld, van 1977 tot en met 1979 en van 1988 tot en met 1991. De hoogste klassering die de club ooit heeft behaald is een 9e plaats. De overige seizoenen speelde het in de Tercera División, in totaal 33 seizoenen (huidige meegerekend). De club wisselt goede jaren met minder goede jaren af. In het seizoen 2006/07 draaide de club zeer slecht en degradeerde het na 38 jaar weer voor het eerst naar de Preferente.

## Gewonnen prijzen
- Tercera División: 1983/84 en 1987/88